# Expeditio italica

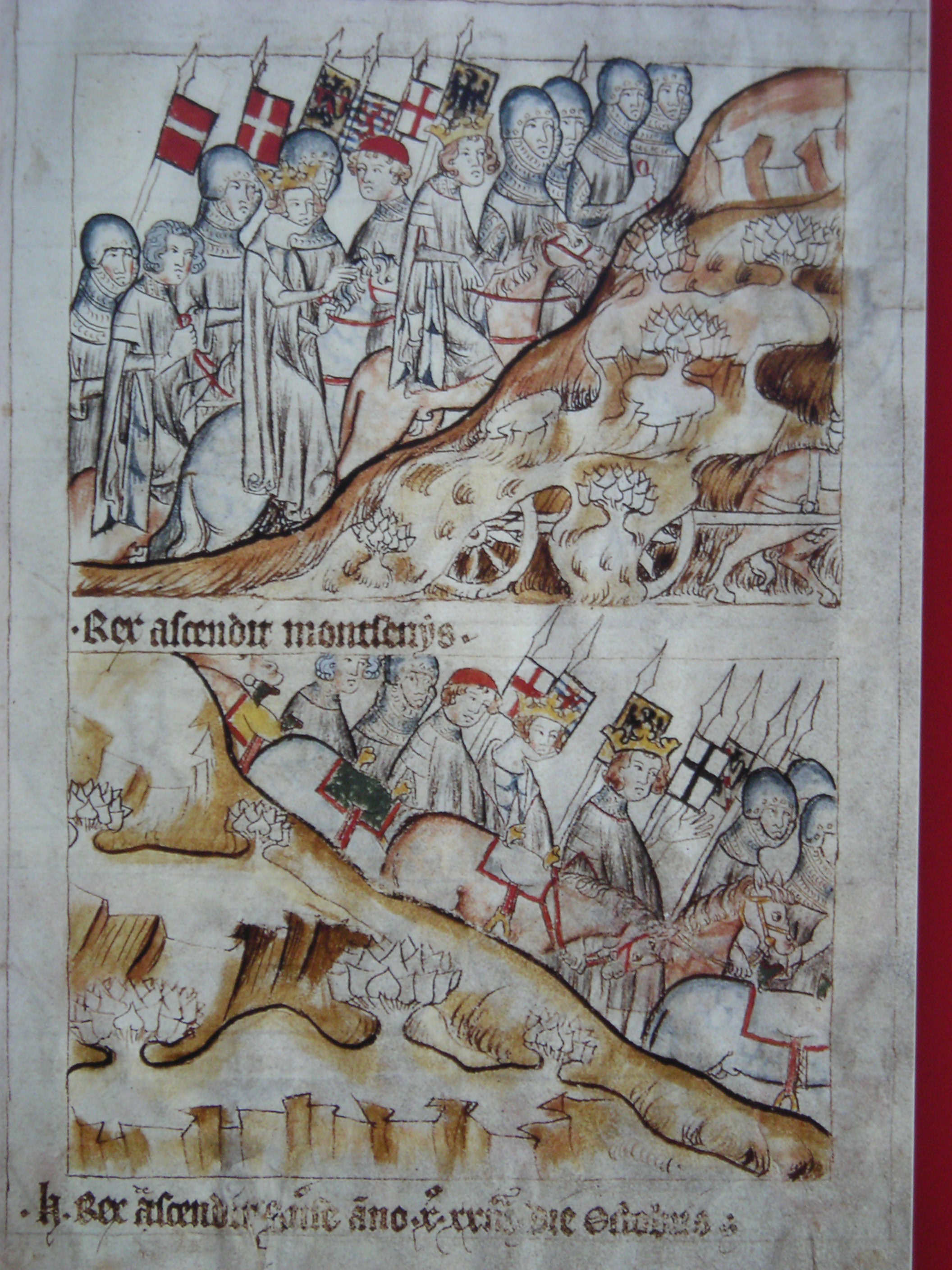
Enric VII creuant els Alps amb el seu Italienzug (1312). Del Codex Balduini Trevirensis (c.1340).

Una expeditio italica (expedició itàlica en llatí,, també coneguda com Italienzug, Romfahrt o Romzug) era una expedició realitzada per un rei elegit dels romans per ser coronat emperador del Sacre Germànic a la Ciutat de Roma.
Abans de les reformes de Frederic Barbarroja, els reis dels romans van lluitar per reunir un exèrcit per a l'expedició, perquè necessitaven l'aprovació formal del Reichstag. Si es concedia aquest permís, el rei tenia permís per reclutar cavallers per al seu servei militar a Itàlia durant 410 dies. Tanmateix, la noblesa generalment estava desinteressada i es va inclinar a substituir el servei per un pagament monetari. Per tant, la petita força tendia a estar composta per mercenaris i clergues d'alt rang, reforçades per ciutats italianes lleials. De tant en tant la substitució no va ser suficient i reis com Enric V van acabar utilitzant el seu dot per finançar el seu Italienzug.
Després de les lluites de Barbarroja contra la Lliga Llombarda a finals del segle XII, el sistema es va reformar prohibint la substitució monetària i exigint que cada príncep aportés una quantitat fixa de tropes per a la causa. Aquestes tropes podien ser substituïdes per una quantitat de diners, que finalment es va conèixer com el mes romà .

## Exemples
- El 1154–55 Italienzug de Frederic I Barbarroja de Hohenstaufen
- El 1310-1312 Italienzug d'Enric VII de Luxemburg
- L' Italienzug fallit de 1508 de Maximilià I d'Habsburg durant la fase inicial de la Guerra de la Lliga de Cambrai
- L' Italienzug de 1529 que precedeix la coronació de Carles V d'Habsburg seria l'últim de la història.